# Liścionogi
Liścionogi (Phyllopoda) – podgromada skrzelonogów (Branchiopoda). Występują głównie w wodach słodkich. Żywią się detrytusem lub drobnym planktonem.
Głowę i grzbietową część tułowia tych skorupiaków, a u części gatunków całe ciało, okrywa pancerz. Długie cylindryczne ciało składa się z kilkunastu lub kilkudziesięciu (do 40) segmentów. Do poruszania służą liściokształtne, spłaszczone, dwugałęziste odnóża tułowiowe z ruchliwymi wyrostkami pokrytymi wewnątrz włoskami, które w czasie pływania wyłapują z wody cząstki pożywienia. 

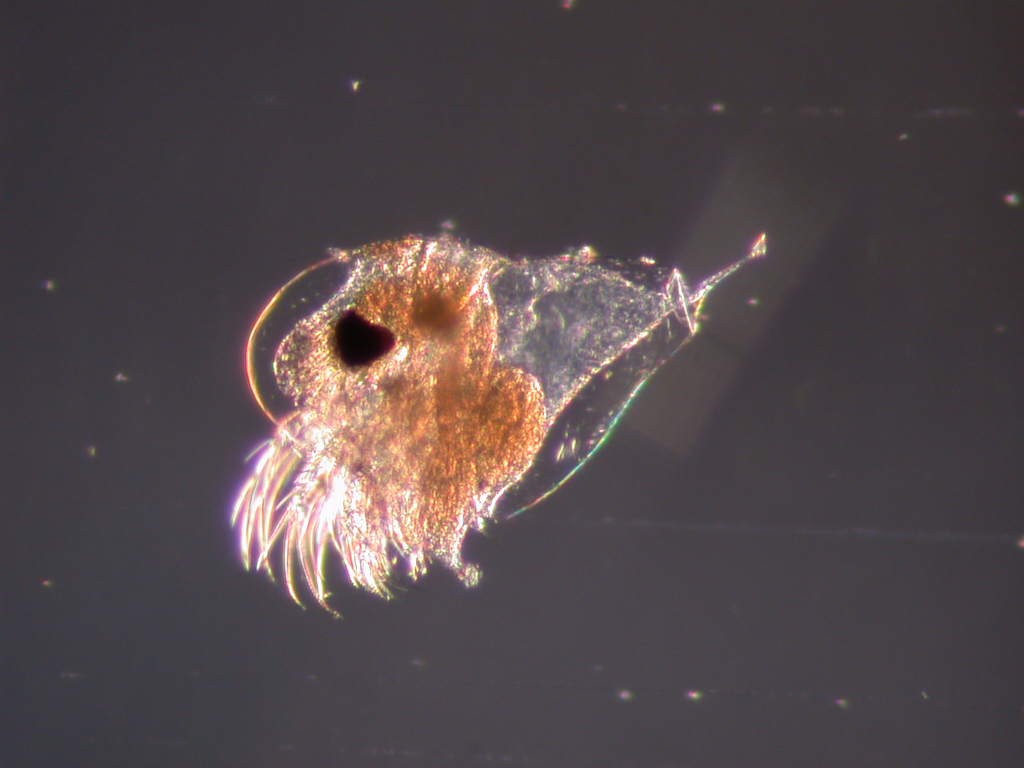
Evadne spinifera

Samce mają większe czułki, które mogą służyć jako organy przenoszące spermę do worków lęgowych samicy. 
Jaja mają mocną, zewnętrzną osłonkę, która umożliwia im przetrwanie w trudnych warunkach zimna i suszy. Z jaj powstają larwy – pływiki (naupliusy), które linieją kilkakrotnie w czasie wzrostu. 
Najstarsze znaleziska liścionogów pochodzą z wczesnego dewonu. 
Do liścionogów zaliczane są 2 rzędy:
- Notostraca – przekopnice
- Diplostraca – dwupancerzowce

lub 3 rzędy:
- Notostracta
- Laevicaudata
- Diplostaca